# Palazzo Malacrida

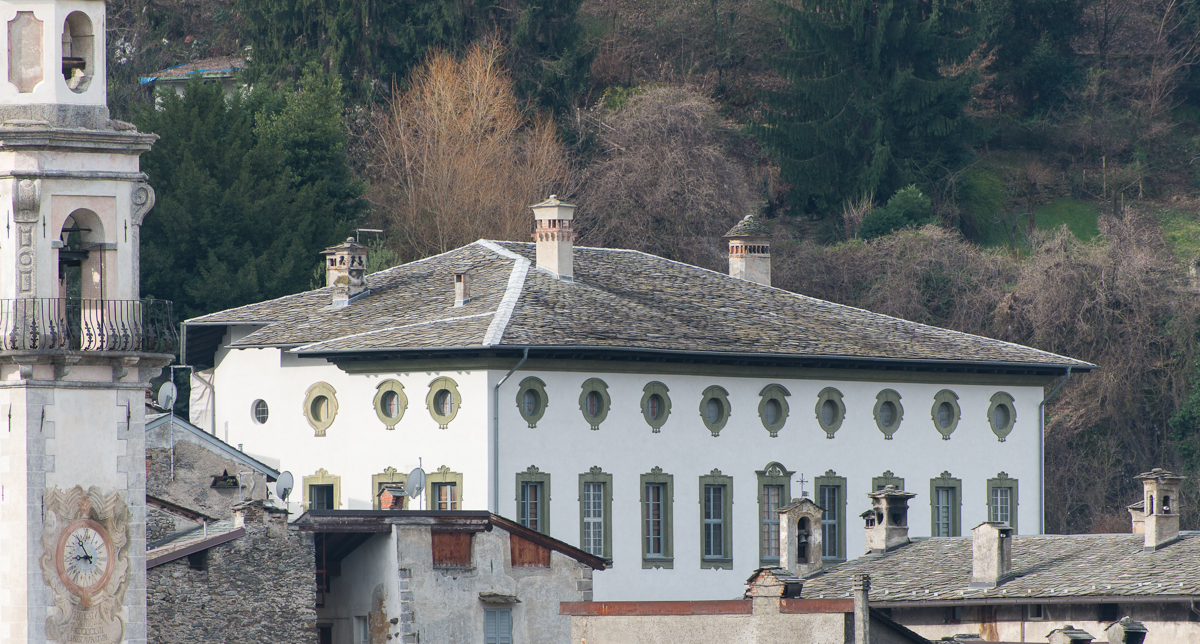
Fronti nord ed est di Palazzo Malacrida. Foto Martegani

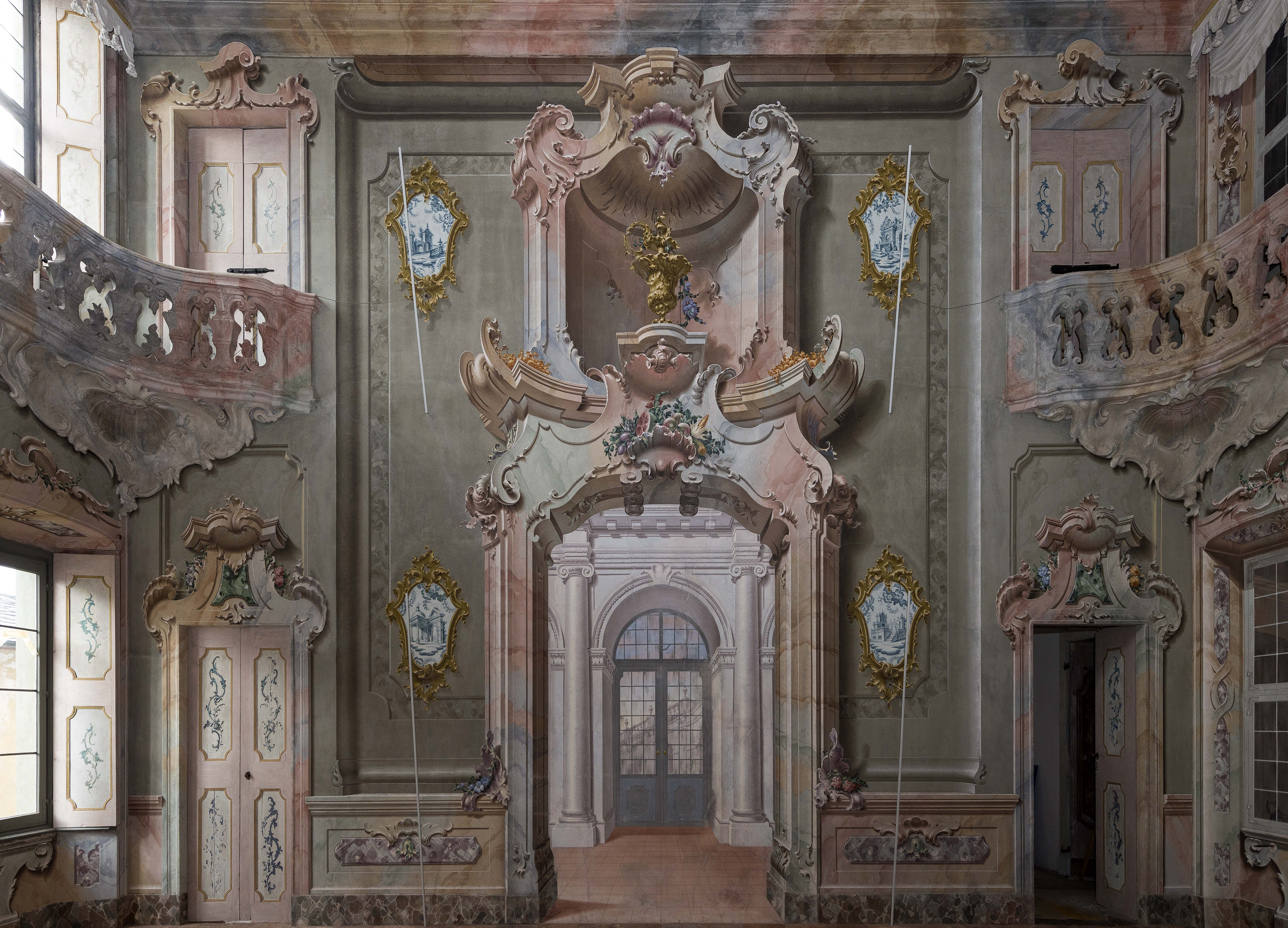
Salone di Palazzo Malacrida dopo restauro. Foto Martegani

Palazzo Malacrida è una dimora storica sita nella parte alta del centro storico della città di Morbegno, in contrada "Cimacase".

## Storia
Dalla cronaca redatta da Ascanio Malacrida risulta che suo padre Giampietro Malacrida prese l'iniziativa di 
I lavori iniziati nel 1758 si svolsero fino al 1762, il 1761 è la data segnata accanto alla firma sulle quadrature di Giuseppe Coduri detto il Vignoli nel salone da ballo.

## Descrizione
L'atrio si presenta come una raccolta bomboniera rococò da cui parte lo scalone d'onore arricchito dalle belle balaustre in marmo bianco di Viggiù rifinite in oro zecchino e dal medaglione affrescato sul plafone con Il ratto di Ganimede opera del pittore morbegnese Giovan Pietro Romegialli (1761). Il cuore del palazzo è il Salone d'onore che occupa in altezza due piani del palazzo ed è interamente decorato dalle quadrature di Giuseppe Coduri detto il Vignoli (annoverato tra i più valenti decoratori del Settecento lombardo). Il soffitto è arricchito dal Trionfo della Verità tramite le Arti e le Scienze sopra l'Ignoranza, soggetto illuminista interpretato con squisito gusto veneziano da Cesare Ligari.

Il poeta morbegnese Guglielmo Felice Damiani così descrisse l'affresco del salone: 
Sempre del Ligari è da segnalare l'affresco delle Tre grazie nell'attiguo saloncello. Altre stanze si presentano decorata da affreschi, stucchi e camini.

## Giardino
Vi è un giardino all'italiana, trascurato nell'assetto originale e bisognoso di un radicale restauro filologico, terrazzato su tre piani da cui si gode uno splendido panorama che si apre su tutto il terziere morbegnese.

## Visite
Visitabile su richiesta solo per gruppi telefonando al Municipio o Biblioteca civica.